# Eko Fresh
Eko Fresh, właściwie Ekrem Bora (ur. 3 września 1983 w Kolonia) – niemiecki raper pochodzenia tureckiego. W jego tekstach poruszana jest tematyka getta, seksu i narkotyków. Współpracuje z wieloma innymi niemieckimi raperami. Artysta mieszka w Kolonii.

## Dyskografia

### Albumy
- 2003: Ich bin jung und brauche das Geld
- 2004: L.O.V.E. (razem z Valezką)
- 2004: Dünya Dönüyor – Die Welt dreht sich (razem z Azra)
- 2005: Eko Fresh Presents German Dream Allstars
- 2005: Elektro Eko: Fick deine Story Mixtape (Bootleg)
- 2005: Elektro Eko: Fick immer noch deine Story Mixtape
- 2006: Hart(z) IV
- 2007: Ekaveli
- 2010: Was kostet die Welt?
- 2011: Ekrem
- 2012: Ek to the Roots
- 2013: Eksodus
- 2014: Deutscher Traum

### Single
- 2001: Jetzt kommen wir auf die Sachen (EP)
- 2003: König von Deutschland (EP)
- 2003: Ich bin jung und brauche das Geld (feat. G-Style)
- 2003: Ich will dich (feat. Valezka oraz Joe Budden)
- 2003: Dünya Dönüyor (feat. Azra)
- 2004: L.O.V.E. (razem z Valezka)
- 2004: Eigentlich schön (mit Azra, feat. Chablife und Philippe)
- 2005: Die Abrechnung
- 2006: Gheddo (feat. Bushido)
- 2006: Ek is back (feat. G-Style)
- 2007: Ring frei (feat. Bushido)
- 2009: Jetzt kommen wir wieder auf die Sachen (EP)